# Страхов, Сергей Владимирович
Сергей Владимирович Страхов (1908—1987) — советский электротехник, доктор технических наук, профессор, лауреат премии им. П. Н. Яблочкова АН СССР.
Родился 19 марта 1908 г.
В 1930 году окончил Московский энергетический институт и работал там же ассистентом (1930—1933) и доцентом (1933—1939) на кафедрах «Центральные электрические станции» и «Теоретические основы электротехники». 
С 1939 по 1943 г. начальник кафедры «Электротехника и радиотехника» Военной академии химической защиты. Затем до 1960 г. — снова доцент кафедры «Теоретические основы электротехники» МЭИ.
В 1958 г. защитил докторскую диссертацию:
- Переходные процессы в электрических цепях, содержащих машины переменного тока : в 2-х томах : диссертация … доктора технических наук : 05.00.00. — Москва, 1957. — 628 с. : ил.

В июне 1961 г. присвоено учёное звание профессора.
В 1961 году организовал и до 1986 года возглавлял кафедру «Автоматика и телемеханика» в Московском институте инженеров железнодорожного транспорта.
По совместительству с 1936 по 1941 г. и. о. профессора и заведующий кафедрой «Теоретические основы электротехники» Ивановского энергетического института.
Лауреат премии им. П. Н. Яблочкова АН СССР 1967 года — за комплекс исследований переходных процессов в машинах переменного тока и в электрических цепях, содержащих эти машины.
Под его руководством подготовлено 36 кандидатских диссертаций.
Соавтор учебника:
- Основы теории цепей : [Учеб. для электротехн. и электроэнерг. спец. вузов] / Г. В. Зевеке, П. А. Ионкин, А. В. Нетушил, С. В. Страхов. — 5-е изд., перераб. — М. : Энергоатомиздат, 1989. — 527,[1] с. : ил.; 24 см; ISBN 5-283-00523-2

Сочинения:
- Расчет переходных процессов методом интеграла Фурье [Текст] / Доц. С. В. Страхов ; М-во высш. образования СССР. Моск. ордена Ленина энергет. ин-т им. В. М. Молотова. Кафедра теорет. основ электротехники. — Москва : [б. и.], 1956. — 75 с., 2 л. табл. : черт.